# Supercupa României 2024
La Supercupa României 2024 è stata la 26ª edizione della Supercoppa rumena, che si è svolta il 4 luglio 2024 tra il FCSB, vincitore del campionato, e il Corvinul Hunedoara vincitore della coppa nazionale.
Il FCSB ha conquistato il trofeo per la settima volta nella sua storia battendo il Corvinul Hunedoara per 3-0.

## Le squadre
| Squadre            | Qualificazione                           | Partecipazioni precedenti (il grassetto indica la vittoria)                 |
| ------------------ | ---------------------------------------- | --------------------------------------------------------------------------- |
| FCSB               | Vincitrice della Liga I 2023-2024        | 12 (1994, 1995, 1998, 1999, 2001, 2005, 2006, 2011, 2013, 2014, 2015, 2020) |
| Corvinul Hunedoara | Vincitrice della Cupa României 2023-2024 | Esordiente                                                                  |

## Tabellino
| Arbitro: | Chivulete (Bucarest) |

|                                               |           |  |
| Miculescu 21’ Ștefănescu 52’ Luis Phelipe 80’ | Marcatori |  |